# Maskeradspindel
Maskeradspindel (Zilla diodia) är en spindelart som först beskrevs av Charles Athanase Walckenaer 1802.  Maskeradspindel ingår i släktet Zilla och familjen hjulspindlar. Enligt den svenska rödlistan är arten otillräckligt studerad i Sverige. Arten förekommer i Götaland. Artens livsmiljö är skogslandskap. Utöver nominatformen finns också underarten Z. d. embrikstrandi.